# Stubb-Lisamon
Stubb-Lisamon är ett naturreservat i Timrå kommun i Västernorrlands län.
Området är naturskyddat sedan 2002 och är 17 hektar stort. Reservatet består främst av brandpräglad tallskog men även grandominerad barrskog.